# A nürnbergi mesterdalnokok
A nürnbergi mesterdalnokok (németül Die Meistersinger von Nürnberg) Richard Wagner egyik háromfelvonásos operája (WWV 96). Librettóját a zeneszerző írta saját ötlete alapján, amelyhez felhasználta E. T. A. Hoffmann Meister Martin der Küfner und seine Gesellen (Márton mester, a bognár és társai) című novelláját, Johann Ludwig Deinhardstein Hans Sachs című színjátékát valamint Johann Christoph Wagenseil Buch von der Meistersinger holdseligen Kunst (Könyv mesterdalnokok boldogságosan szép művészetéről) című munkáját. Az opera különleges helyet foglal el a zeneszerző művei között, ugyanis Wagner egyetlen vígoperája. Ősbemutatójára 1868. június 21-én került sor a müncheni Königliches Hof- und Nationaltheaterben. Magyarországon 1883. szeptember 8-án mutatták be a budapesti Nemzeti Színházban.

## A mesterdalnokok és Hans Sachs

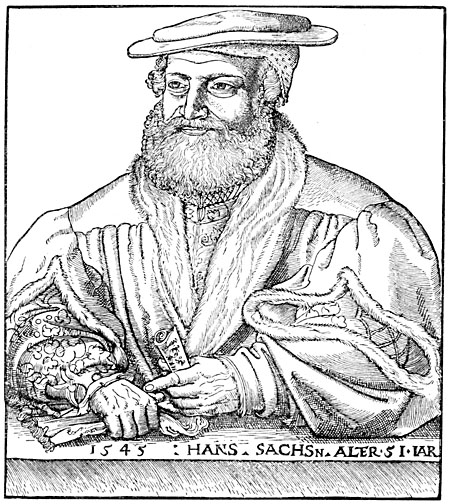
Hans Sachs

Ma már nehezen állapítható meg a mesterdal, a középkori német költészet e sajátos termékének eredete. Valószínű, hogy a középkor trubadúr-költészete (Provence és Franciaország), a trovatorek és trobadorok (Olaszország és Spanyolország), valamint a Minnesängerek (Németország) lírája ihlette meg a feltörekvő városi polgárság szellemi köreit is. Ezek a dalosok is előkelő körökből kerültek ki, vándorköltők, lovagok, őrgrófok, hercegek – de akad közöttük fejedelem is. Ennek a főúri költészetnek évszázados késéssel felbukkanó "polgári" mása – a mesterdalnokok költészete.
Hamarosan kialakult a mesterdal szigorú formája. A mesterdalnokok, akik szabad óráikban verset, s hozzá dallamot írtak, sőt műveiket maguk adták elő, céhbe tömörültek, és a vershez, dallamhoz, amely kézműves műhelyükben született, "kaptafát": szigorú törvényt készítettek. Ez a szabályzat volt az úgynevezett tabulatúra, amelyet nagy táblára írva a dalnokiskola közepén helyeztek el. Választott ellenőrök ügyeltek, hogy az iskolában s a versenyeken betartsák a szabályokat. Hamarosan kialakult a vaskalapos mesterdalnok-hagyomány, és a szigorú céhbe sohasem juthatott be az, aki hajszálpontossággal nem követte a szabályokat. A dalnokság mesterséggé lett, mint a cipőkészítés vagy a pékség: a kézműves polgárok féltékenyen őrzött kiváltsága.
A pályázónak, aki be akart jutni a zárt körbe, többféle fokozatot kellett végigjárnia. Növendéknek, dalnokinasnak számított az indulás kezdetén, majd ha már néhány strófát szabályszerűen előadott, énekessé lépett elő. Majd mester, ha új zenét és költeményt szerzett, szabályszerű és a céh előírásainak, tetszésének megfelelőt. A felvétel próba alapján történt. Ezeket a próbákat, a "Freyung"-okat, mint ahogy a dalnokiskolát is, a nürnbergi Katalin-templomban tartották meg. A céhbe tartozó mesterdalnok ékes aranyláncot viselt a nyakában, a versenyek győzteseit pedig babérkoszorúval tüntették ki.
Wagner művében több olyan szereplő található, akik valóban éltek egykor Nürnbergben: Hans Sachs, Kurt Nachtigall, Hans Vogel és Hans Foltz. Messze kimagaslik közülük Hans Sachs, aki a német költészet nagyjai közé sorolható. Páratlanul sokoldalú és termékeny költő, 4275 mesterdal, 208 színpadi mű, 1700 mese, 7 dialógus, számtalan zsoltár, szerelmi és katonadal, farsangi játék és példázat maradt utána, holott a költészetet csupán szabad óráiban művelte, mert egyébként szorgalmas varga volt. A világirodalom híres vándortémáit aknázta ki, a német népkönyvekből merített tárgyakat. Emberalakjait azonban a saját környezetéből vette. Hangja közvetlen, őszinte. Összegyűjtött műveit maga adta ki. Hans Sachs a nürnbergi mesterdalnokság legjelentősebb képviselője. Bár az öröklött és hagyományos formákat tiszteletben tartja, a tárgykör merész, felszabadult bővítésével túltesz elődein; verses elbeszéléseiben, farsangi játékaiban igazi humort és szerencsés helyzetkomikumot találunk.

## Története

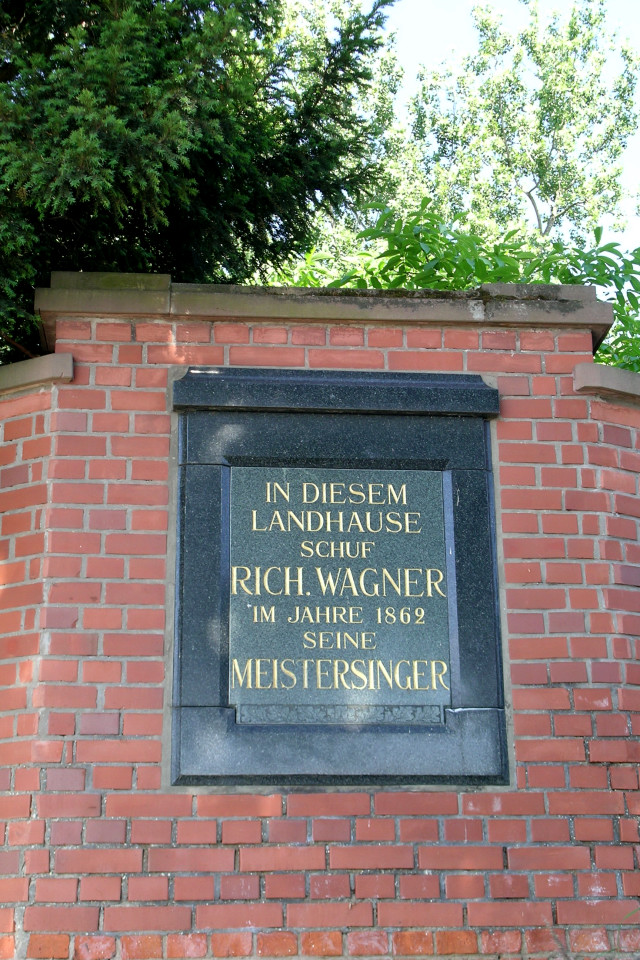
A Mesterdalnokok komponálási helyét jelző tábla Wiesbaden-Biebrichben

Wagner 1845-ben, a Tannhäuser bemutatója előtt Marienbadban pihent. Itt találkozott először Gervinus Német irodalomtörténetében Hans Sachsnak és társainak munkásságával. Ekkor elevenedett meg előtte a mesterdalnokok torzsalkodása, amit egy személyes emlék váltott ki, ugyanis néhány évvel korábban éppen Nürnbergben részese volt egy utcai verekedésnek. Hazatérve Drezdába nyomban tollat, papírt ragadott, és leírta, amit fejben útközben kialakított, A nürnbergi mesterdalnokok vázlatát. Arra gondolt, ez a mű a Tannhäuser folytatásaként, a wartburgi dalnokverseny vidám utójátéka lehetne. Vonzotta a szereplők közt felismert szatirikus párhuzam: ott az énekversenyen részt vevő lovagköltők (a minnesängerek színe-java), itt a derék műkedvelő dalnokok és ott a két nemes úr: a bölcs, megértő Wolfram von Eschenbach és a konvenciók ellen lázadó ifjú Tannhäuser – itt pedig hasonló szerepkörben Hans Sachs és Walter von Stolzing.
A vázlatot mégis félretette, és megkomponálta másik operáját, melyen dolgozott, a Lohengrint. Időközben politikai nézetei miatt menekülnie kellett a szász királyi udvarból és Liszt Ferenc támogatásával Svájcban, Zürichben telepedett le. Itt fogalmazódott meg benne a Ring-tetralógia valamint a Trisztán és Izolda ötlete, amelyek tovább késleltették A nürnbergi mesterdalnokok megvalósítását. Az opera vázlatát 1861-ben szedte elő. Saját bevallása szerint az opera zenéje egy Velencéből Bécsbe tartó utazás során fogant meg benne. Bécsben kidolgozta a szöveg részletes vázlatát és némi előleg reményében rögtön elküldte Franz Schottnak, a mainzi zeneműkiadó cég tulajdonosának, aki már korábban is támogatta őt. A költeményt végül Párizsban fogalmazta meg. Egyre kétségbeejtőbb anyagi helyzete miatt 1862-ben háromszor is felolvasta a Mesterdalnokok teljes szövegét – ott, ahonnan támogatást remélt: Schottéknál, majd Karlsruhéban a badeni nagyherceg előtt és bécsi pártfogói előtt. Pénzügyi gondjai miatt oroszországi koncertkörútra indult, ezért az operát ismét félretette, és csak akkor vette ismét elő, amikor II. Lajos bajor király támogatásának köszönhetően anyagi helyzete rendeződött. A Mesterdalnokok, amelyből részleteket zongorán már többször is eljátszott baráti körben, 1867. október 24-én készült el Tribschenben. A bemutatóra sem kellett sokat várnia, ugyanis a király, aki a zeneszerző nagy rajongója volt, minden feltételt biztosított a darab előadása érdekében, Az 1868. június 21-i premier hatalmas sikert aratott, és hamarosan Németország és Európa vezető operaházaiban is előadták.

## Szereplők

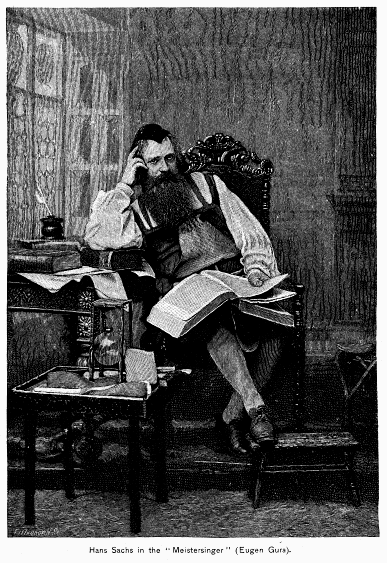
Eugen Gura Hans Sachs szerepében

| Szereplő                                                                                   | Hangfekvés             |
| ------------------------------------------------------------------------------------------ | ---------------------- |
| Hans Sachs, cipész                                                                         | bariton                |
| Veit Pogner, ötvös                                                                         | basszus                |
| Kunz Vogelsang, szűcs                                                                      | tenor                  |
| Konrad Nachtigall, bádogos                                                                 | basszus                |
| Sixtus Beckmesser, városi írnok                                                            | bariton                |
| Fritz Kothner, pék                                                                         | bariton                |
| Balthasar Zorn, ólomöntő                                                                   | tenor                  |
| Ulrich Eisslinger, szatócs                                                                 | tenor                  |
| Augustin Moser, szabó                                                                      | tenor                  |
| Hermann Ortel, szappanfőző                                                                 | basszus                |
| Hans Schwarz, harisnyatakács                                                               | basszus                |
| Hans Foltz, rézműves                                                                       | basszus                |
| Walter von Stoltzing, ifjú frank lovag                                                     | tenor                  |
| Éva, Pogner lánya                                                                          | szoprán                |
| Dávid, Sachs inasa                                                                         | tenor                  |
| Magdaléna, Éva dajkája                                                                     | mezzoszoprán           |
| Éjjeliőr                                                                                   | basszus                |
| Inasok                                                                                     | négy-négy tenor és alt |
| Mesteremberek és feleségeik, utazók, gyakornokok, fiatal nők és férfiak, Nürnberg lakosai. |                        |

## Cselekménye

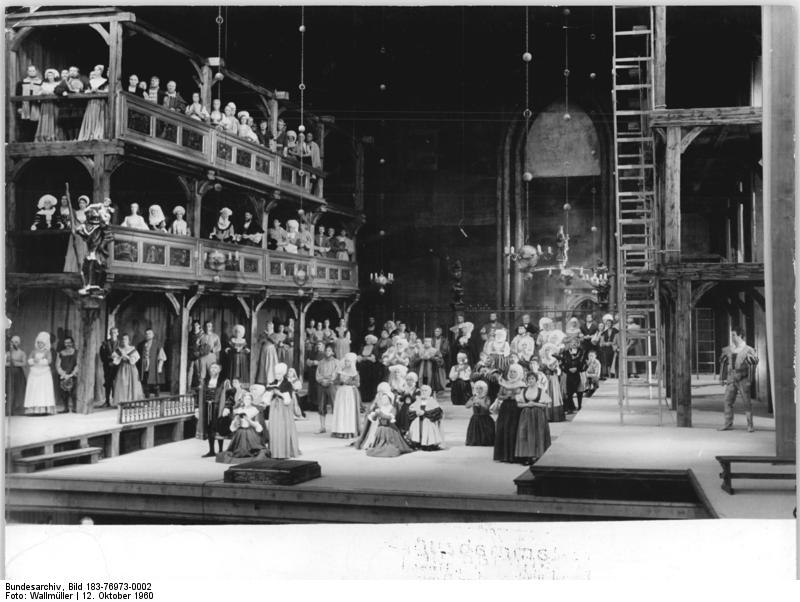
Az opera záróképe az 1960-as lipcsei bemutatón

Helyszín: Nürnberg
Idő: a 16. század közepén

### Első felvonás
Helyszín: A Katalin-templom Nürnbergben
Walter von Stolzing, egy régi nemesi családból származó frank lovag eladta ősei egykori birtokát, hogy Nürnbergben, a polgári világban találjon új otthonra. A gazdag aranyműves, Veit Pogner házában talált szállásra. Bár csak egy napja érkezett a városba, máris szerelmes lett házigazdája szemrevaló leányába, Évába. A reggeli istentiszteleten egyre a dajkája, Magdaléna kíséretében az utolsó padsorban ülő lányt lesi. Amint a szertartásnak vége, szerét ejti, hogy beszéljen vele és megtudja jegyese-e már valakinek. Magdaléna adja meg helyette a választ: igen, menyasszony, bár még senki sem tudja, kié. Másnap lesz ugyanis a János-napi ünnepély és atyja elhatározásából az a mesterdalnok lesz a férje, aki megnyeri az énekversenyt. Walter kétségbeesik: egy napja van, hogy mesterdalnok legyen, ráadásul meg is kell nyernie a vetélkedést. Sikerül azért a lánnyal egy titkos esti találkozót megbeszélnie, majd azok távoznak, maga pedig kételyeivel a templomban marad. Ekkor érkezik Dávid, a suszter poéta, Hans Sachs inasa, hogy előkészítse a mesterdalnokok közelgő ülését. A legény – aki szerelmes a jóval idősebb Magdalénába – mindent elkövet, hogy bevezesse a lovagot a mesterdalnokság rejtelmeibe, a céhbe történő felvétel szabályaiba, a próbaéneklés előírásaiba, a jegyző felvételben játszott szerepébe, de sebtében, nagy tudálékosan elmondott szavai inkább összekuszálják, semmint eligazítják Waltert. Csakhamar megérkeznek a mesterek is. Elsőként Pogner és a városi írnok, a céhben jegyzőként közreműködő kicsinyes Beckmesser érkezik. Utóbbi régóta ácsingózik a lány kezére, de tudja, hogy Éva nem viszonozza érzéseit. Az apa támogatását kéri célja elérésében, de határozott visszautasítás a válasz. Walter minden bátorságát összeszedve Pogner elé áll és bejelenti, hogy felvételét kéri a mesterdalnokcéhbe. Az aranyműves meglepődik a kérésen, de beleegyezik próbaéneklésre bocsátásába. Beckmesser rögtön tiltakozik a terv ellen, ám a közben megérkező mesterdalnokok lehurrogják. Kothner, a pék felolvassa a mesterek névsorát, majd megkezdődik az ülés. Pogner bejelenti, hogy másnap, János napján – a nyári napforduló ünnepén – a szokásos ünnepélyt különös eseménnyel szeretné megkoronázni. Ország-világ elé szeretné tárni, mily magasra értékeli a polgárságot és a művészetet. Rendezzenek tehát dalversenyt, amelyen csak a céh tagjai vehetnek részt és a győztesé lesz majd egyetlen gyermeke, Éva lánya keze, s vele minden vagyona. Hozzáteszi azonban: Évának joga lesz a győztest, mint jövendőbelijét visszautasítani, ha személye valamiért elfogadhatatlan számára. Kothner és Beckmesser rögtön kifogást emel, mondván, így nincs semmi értelme a kiírásnak, Sachs azonban pártfogásába veszi és egy másik javaslattal mindjárt ki is egészíti az elképzelést. Úgy véli, a céhbeli szabályok életszerűsége csak úgy őrizhető meg, ha olykor-olykor kilépnek a maguk zárt világából és helytálló, valós értéket képviselő mivoltuk a nyilvánosság, a nép előtt igazolódik. A dalnok, aki elnyeri majd a tömeg tetszését is, bizonyára méltó lesz a jutalomra. Javaslatát azonban a merev előírásokhoz ragaszkodó mesterek elvetik. Kothner a kiírást tovább pontosítja: a versenyre jelentkező természetesen csak nőtlen személy lehet. Beckmesser felveti, vajon özvegyember versenyezhet-e – nemleges döntés esetén sikerülne Sachsot kiütnie a lehetséges versenytársak sorából –, végül azonban nem állapodnak meg korlátozásban. Ezután kerül sor Walter próbaéneklésére. Kothner felolvassa a szabályokat tartalmazó tabulatúrát, Beckmesser dühöngve elvonul a jegyző kijelölt helyére, majd a lovag rázendít a tavaszról és szerelemről szóló énekébe. A jegyző, aki a másnapi események ismeretében gyanút fogott a fiatalember váratlan jelentkezésében és új riválist fedez föl személyében, kárörömmel húzogatja krétájával a strigulákat, egyre sűrűbben hangzanak táblára rótt vonásai. A merész szárnyalású dallam idegenül hat a többi mesterre is, egyedül Sachs veszi észre, hogy egy új stílusvilág követe szólt hozzájuk. A lovag csúfosan elbukik a próbán.

### Második felvonás

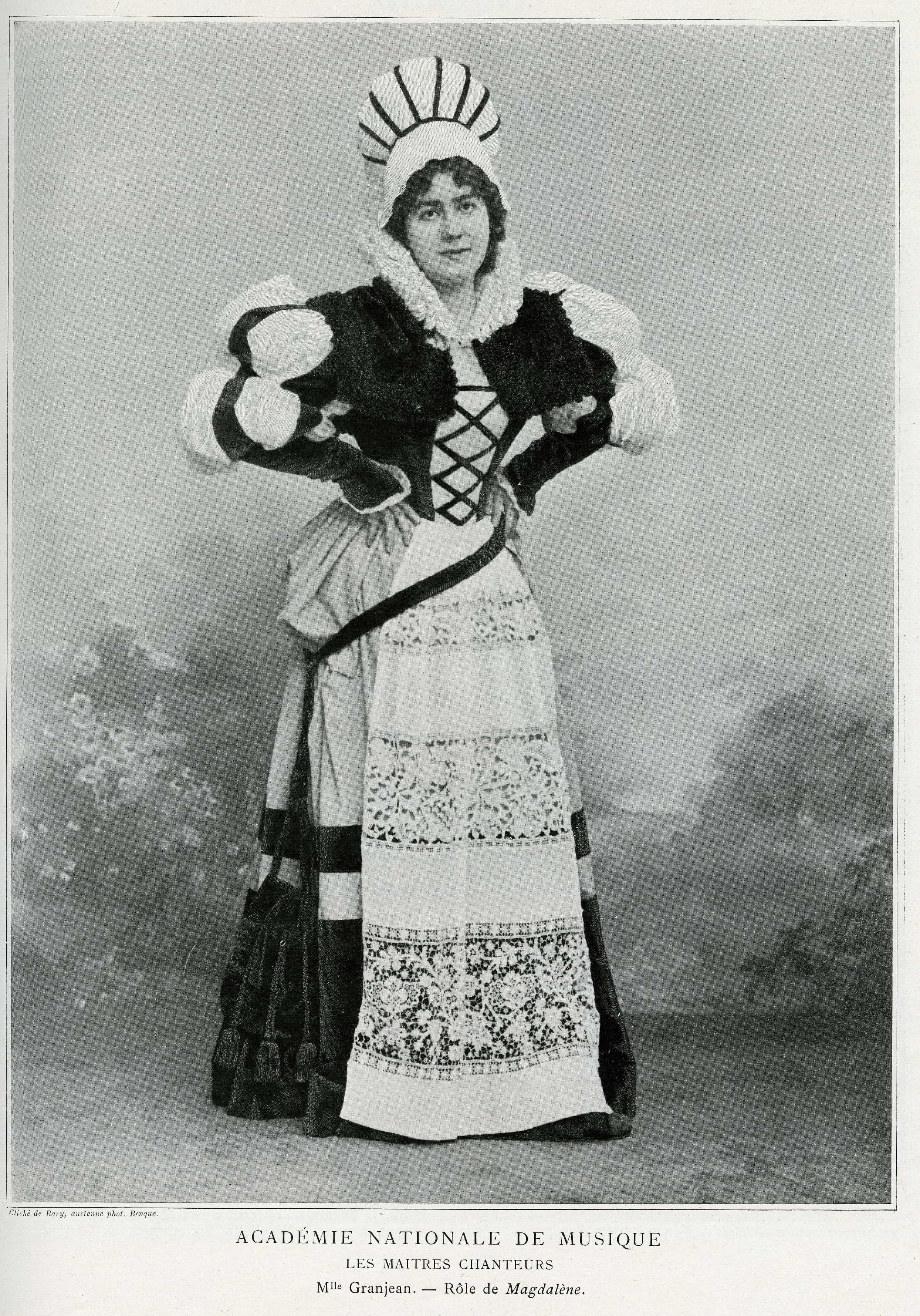
Louise Grandjean Magdaléna szerepében

Helyszín: Nürnberg egy szűk utcája, Pogner elegáns otthona és Sachs műhelyével egybenyíló háza előtt
A késő délutáni szürkületben Dávid a nyári napfordulót köszöntő dal éneklése kíséretében épp az ablakok zárásához készülődik. Nyalánkságokkal teli kosarával Magdaléna jelenik meg, hogy megtudakolja Walter próbaéneklésének eredményét. Amikor kudarcáról értesül, dérrel-dúrral felkapja az elemózsiát és elviharzik vele, ami hangos hahotát vált ki Dávid közelben leskelődő pajtásai körében. A suszterinas már-már odacsapna, de a hazaérkező Sachs beparancsolja a házba. Éva és Pogner tűnik föl. A lány aggódva kérdi apját, tartja-e magát elhatározásához, hogy egy mesterdalnokhoz kell férjhez mennie. Apja sokat sejtető igennel válaszol, hozzátéve, hogy maga dönthet a „mester" személyéről. Leányára pillantva, és felfigyelve annak Walter iránti kérdéseire, Pogner számára hirtelen világossá válik: a két fiatal szereti egymást. Beesteledik. Sachs egy padon műhelye elé ül, hogy munkába fogjon, az este mámorító illata azonban más irányba tereli figyelmét. Eszébe jut Walter új stílusban fogant, lendületes dala, saját fiatalsága, Éva iránt érzett szemérmesen titkolt szerelme. Rádöbben korkülönbségükre is, hisz a kislányt már csecsemőkorában dajkálta. Ez megerősíti elhatározásában, hogy a lánynak korban hozzá illő párt kell kapnia. Gondolataiból Éva érkezése zökkenti vissza. Aggódva kérdi, valóban elbukott-e a lovag a próbán. Amikor Sachs megerősíti ezt, hozzátéve, hogy a lovag elkeseredésében bizonyosan elhagyja a várost, a lány szomorúan távozik. Sachs úgy tesz, mintha műhelyébe menne, valójában félrehúzódik és úgy lesi a fejleményeket. Magdaléna elmondja Évának, hogy Beckmesser szerenádot kíván adni számára az éjjel és arra kéri, fogadja a dalt szobája ablakában. A lány azonban hallani sem akar róla: megállapodnak, hogy helyette dajkája ül majd az ablakba. Ezután Walter bukkan föl. Sachs kihallgatja beszélgetésüket, így megbizonyosodik sejtése helyességéről: a két fiatal szökni készül a városból. Elhatározza, hogy – az érdekükben – közbelép. Lámpáját úgy állítja be, hogy az egész utcát bevilágítsa. Észreveszi a Magdaléna ruhájába bújt Évát és a rá várakozó lovagot. Váratlanul Beckmesser jelenik meg, hogy szerenádját előadja, így a két fiatalnak egyelőre várnia kell a szökéssel. Éppen belekezdene dalába, amikor Sachs, mintegy véletlenül kalapálni kezdi a jegyző új cipőjét és hozzá maga is egy nótába fog. Évát nyugtalanítja a cipész éneke: névrokonáról, a bibliai Éváról szól, aki Ádámmal elhagyta a paradicsomot. Isten azonban megszánta a tilalmát megszegőket és megbízta az angyalokat, készítsenek cipőt számukra, hogy a hosszú út megkímélje lábukat. Éva bűne tehát, hogy Sachsnak is, mint az angyaloknak egykor, egyre újabb és újabb cipőt kell készítenie. A dal zavarja Beckmessert is. Haragosan csendre inti a cipészt. Végül megállapodnak: Sachs kész felhagyni az énekléssel, a cipőnek azonban reggelre el kell készülnie, másképp nem lesz a derék írnoknak mit lábára húznia a dalversenyen. Átveszi hát a céhbeli jegyző szerepét és a szerenádhoz igazítja munkáját. Akkor üt majd a cipőtalpra, ha a dalnok vét a szabályok ellen. A szerenádozónak nincs más választása, bele kell egyeznie az ajánlatba. Ahogy aztán felhangzik dala, Sachs egyre sűrűbben és hangosabban veri a cipőtalpat, s hogy ezt ellensúlyozza, az írnok is egyre nagyobb hanggal énekel. Oda a város éjjeli nyugalma. Egymás után nyílnak a házak ablakai, mind nagyobb a zsivaj. Felébred Dávid is, s felháborodottan látja, hogy valaki éppen Magdalénájának énekel szerenádot. Odarohan és Beckmesser agyabugyálásába kezd. Csakhamar az egész utca verekedés zajától hangos, a haragosok jó alkalmat találnak most, hogy ellássák egymás baját. Felhangzik az éjjeliőr kürtjele, ami egy csapásra lecsendesíti a társaságot. Sachs az előmerészkedő Évát a házból éppen kilépő apja karjaiba tereli, maga pedig kézen fogja Waltert és Dávidot és a házába cipeli. Amire az őr felbukkan, már újra békés és néptelen az utca.

### Harmadik felvonás
Első kép
Helyszín: Szoba Sachs házában (a műhelye)
A suszter-poétát dolgozóasztalánál éri a reggel. Dávid lép hozzá, hogy bocsánatát kérje éjszakai viselkedéséért. A mester ezúttal szokatlanul elnéző, csak János-napi dalának eléneklésére szólítja föl. Ahogy inasa belekezd a strófába, hirtelen eszébe jut, hogy mesterét is Jánosnak hívják, e nap egyben az ő neve napja is! Átnyújtja szerény ajándékát, de a mester hallani sem akar felköszöntésről. Amint inasa távozik, újra az éjszakai események jutnak eszébe: felfordult a világ, zűrzavar uralkodik mindenütt. Aztán eszébe jut, hogy a János-nap előtti éj évszázadok óta a gonosz szellemeké. Nem történt hát más, mint a világ élte megszokott rendjét. Walter lép a szobába és elmeséli, milyen csodálatos álma volt. Sachs elhatározza, hogy segít neki a dal megírásában, ami minden szabálynak megfelel. Felszólítja, formálja álmát dallá. Amikor aztán meghallja a kibontakozó gondolatokat, azonnal megérinti újszerűségük és legott papírt ragad, hogy megörökítse. A dal két strófája arról szól, miként került a lovag, mint vándor egy csodás kertbe, ahol egy gyönyörű lányt talált. Sachs felszólítja, találjon ki egy harmadik szakaszt is, ami feloldja az álom jelentését. Ezután visszavonulnak, hogy átöltözzenek és illő módon jelenjenek meg az ünnepségen. Csakhamar az éjszakai veréstől sántikáló Beckmesser tér a műhelybe: cipőjéért jött. Megtalálja a frissen papírra vetett sorokat és azt gondolván, a vers Sachsé, amit a versenyen kíván előadni, zsebre vágja az írást. Majd az elé jövő Sachsra támad, felelősségre vonva, amiért megzavarta éjszakai szerenádját, nevetségessé tette, így akarván Évánál a maga számára előnyt szereznie. Sachs megnyugtatja: nincs szándéka harcba szállni a lány kezéért. Meghagyja az írnokot a hitben, hogy az elcsent vers az övé, sőt felbátorítja, adja elő azt a versenyen. Beckmesser boldogan siet el, hogy bemagolja a verset. Amint távozik, Éva lép a műhelybe. Átlátszó ürüggyel érkezik – nyomja a cipó -, valójában Waltert keresi. Sachs úgy tesz, mint ha a cipővel foglalatoskodna, így a szerelmesek zavartalanul beszélhetnek egymással. Ekkor Walter váratlanul elmondja verse harmadik szakaszát: a paradicsom, amit vándorként látott, itt van előtte, s a gyönyörű lány – Éva maga. Amint befejezte, Sachs átnyújtja Évának a cipőt, amivel nem csinált semmit, megkérdezve, hogy most is nyomja-e még. A lány hirtelen rádöbben, hogy Sachs az a cipőkészítő angyal, akiről éjjeli dala szólt. Egész tevékenysége arra irányult, hogy Walterrel történő egybekelését segítse. Most meghatottan ugrik az idősödő mester nyakába. Majd hogy jó kedvre derítse, kijelenti: ha Walter nem lehetett volna az övé, bizonyosan Sachsot választotta volna férjéül. Ám a poéta elhárítja kedveskedését: sohasem töltötte volna be Marke király szerepét Trisztán és Izolda történetében.
Második kép
Helyszín: Nagy füves rét a Pegnitz partján
A János-napi ünnepségen, az ünnepi zászlódíszt öltött réten nagy a forgatag, itt van a város apraja-nagyja. A megérkező Sachsot és Pognert nagy ovációval fogadják majd a suszter-poéta köszöntője után megkezdődik a várva-várt énekverseny. Elsőként Beckmessert szólítják. Az ajándékba kapott költeménnyel azonban, amelyet saját szerenádja dallamára próbált ráhúzni, alaposan felsül. Mérgében Sachsot jelöli meg a vers szerzőjeként, sőt azt állítja, hogy a cipész erőszakkal tukmálta rá alkotását. Sachs azonban tiltakozik. A vers nem az ő műve, de ismeri szerzőjét. Ha ő előléphetne és előadhatná dalát, mindenki megbizonyosodhatna róla, hogy mester a javából, még ha nem az itteni céhből származó is. Ezután Waltert szólítja, akinek őszinte átéléssel előadott éneke hatalmas tetszést arat. Egyhangúlag győztesnek kiáltják ki. Éva boldogságtól sugárzó arccal helyezi fejére a nyertesnek kijáró babérkoszorút. Ezután Pogner lép elő, hogy átnyújtsa számára a mestercéh tagjainak kijáró aranyláncot, s igazolja ezzel a mesterek közé történő felvételét. Walternek eszébe jut keserű csalódása, amelyet a próbaéneklés sikertelensége után érzett és nem kíván a szűk látókörű, kicsinyes „mesterek" társaságának tagja lenni, ezért visszautasítja a lánc átvételét. Sachs azonban közbelép: a mesterdalnokság értéke sokkal nagyobb annál, semmint hogy egy egyszeri kudarc kedvét szegje valakinek. Ők a művészet letéteményesei, akik sorscsapásokon, a közösséget érő pusztításokon felülemelkedve őrzik az alkotás szent lángját és viszik tovább a hagyományokat. Szavai célba találnak: Walter megilletődötten teszi nyakába a mesterek köze tartozás jelképét. A nép boldogan ünnepli a német művészetet és az immár végleg közéjük tartozó ifjú párt.

## Híres részletek
- Da zu dir der Heiland kam – nyitókórus (első felvonás)
- Mein Herr! Der Singer Meisterschlag – Dávid monológja (első felvonás)
- Das schönste Fest, Johannistag – Pogner áriája (első felvonás)
- Am stillen Herd in Winterzeit, wenn Burg und Hof mir eingeschneit – Walter dala (első felvonás)
- Fanget an! So rief der Lenz in der Wald – Walter próbadala (első felvonás)
- Was duftet doch der Flieder – Sachs orgona-monológja (második felvonás)
- Jerum, jerum – Sachs suszterdala (második felvonás)
- Den Tag seh’ ich erscheinen – Beckmesser szerenádja (második felvonás)
- Wahn, Wahn, überall Wahn – Sachs Wahn-monológja (harmadik felvonás)
- Selig, wie die Sonne meines Glückes lacht – ötös (harmadik felvonás)
- Wacht auf, es nahet gen den Tag – korál (harmadik felvonás)
- Euch macht ihr’s leicht, mir macht ihr’s schwer – Sachs köszöntője (harmadik felvonás)
- Morgendlich leuchtend im rosigen Schein – Walter versenydala (harmadik felvonás)
- Verachtet mir die Meister nicht – Sachs zárómonológja (harmadik felvonás)
- 'Ehrt eure deutschen Meister – zárókórus (harmadik felvonás)

## Diszkográfia
Theo Adam (Hans Sachs), Karl Ridderbusch (Veit Pogner), Sir Geraint Evans (Beckmesser), René Kollo (Walther), Kelemen Zoltán (Fritz Kothner), Peter Schreier (David) Helen Donath (Eva Pogner) stb.; Semperoper énekkara, Lipcsei Rádió Énekkara, Drezdai Állami Zenekar, vez.: Herbert von Karajan (1970) EMI 5 67086 2

## Felhasznált és ajánlott irodalom
- Кулешова, Галиа Григорьевна: Композиция оперы. Минск, 1983. «Наука и техника» pp. 86–124
- Rappl, Erich: Wagner operakalauz, Zeneműkiadó, Budapest, 1976 ISBN 963-330-133-5
- Till Géza: Opera, Zeneműkiadó, Budapest, 1985, ISBN 963-330-564-0
- Winkler Gábor: Barangolás az operák világában, Tudomány Kiadó, Budapest, 2005, ISBN 963-8194-41-3

## Bibliográfia

### Elsődleges források
- John Deathridge/Martin Geck/Egon Voss, Wagner Werk-Verzeichnis. Verzeichnis der musikalischen Werke Richard Wagners und ihrer Quellen, Mainz (Schott), 1986, ISBN 978-3-7957-2201-2
- Richard Wagner, Die Meistersinger von Nürnberg, a partíció első kiadása, Mainz (Schott Verlag), 1868
- Richard Wagner, Die Meistersinger von Nürnberg, a libretto autográf faxának kiadása, Mainz (Schott), s. a. [1862]
- Richard Wagner, Entwürfe zu »Die Meistersinger von Nürnberg«, »Tristan und Isolde«, »Parsifal«, ed. Hans von Wolzogen, Leipzig (Siegel), 1907
- Richard Wagner, Die Meistersinger von Nürnberg, az autográf pontszámának faxszáma, München (Dreimasken Verlag), 1922
- Richard Wagner, Die Meistersinger von Nürnberg, WWV 96, történelmi-kritikus kiadás, ed. Egon Voss, 3 voll, Mainz (Schott), 1980-1987
- Richard Wagner, Die Meistersinger von Nürnberg, a libretto autográf faxának kiadása, ed. Egon Voss, Mainz (Schott), 1982
- Richard Wagner, A nürnbergi mesterdalnokok. Szövegkönyv a motívumok feltüntetésével; ford. Blum Tamás; sajtó alá rend., motívumok, kottapéldák összeáll: Király László és Molnár Róbertné; Budapest (Wagner Ring Alapítvány), 2002

### Másodlagos irodalom
- Theodor W. Adorno, Versuch über Wagner, »Gesammelte Schriften«, vol. 13, Frankfurt (Suhrkamp), 1971; Magyar fordítás: Wagner, ford. Endreffy Zoltán, Európa, Budapest 1985 (Mérleg) ISBN 963-07-3692-6
- Frank P. Bär: Wagner — Nürnberg — Meistersinger: Richard Wagner und das reale Nürnberg seiner Zeit, Verlag des Germanisches Nationalmuseums, Nürnberg, 2013, ISBN 978-3-936688-74-0
- Dieter Borchmeyer, Das Theater Richard Wagners. Idee ─ Dichtung ─ Wirkung, Stuttgart (Reclam), 1982; English translation: Drama and the World of Richard Wagner, Princeton (Princeton University Press), 2003, ISBN 978-0-691-11497-2
- Patrick Carnegy, Wagner and the Art of the Theatre, New Haven/CT (Yale University Press), 2006, ISBN 0-300-10695-5
- Attila Csampai/Dietmar Holland (ed.), Richard Wagner, »Die Meistersinger von Nürnberg«. Texte, Materialien, Kommentare, Reinbek (Rowohlt), 1981
- Carl Dahlhaus: Wagners Konzeption des musikalischen Dramas, Regensburg (Bosse), 1971, 2. edition: München/Kassel (dtv/Bärenreiter), 1990
- Carl Dahlhaus, Der Wahnmonolog des Hans Sachs und das Problem der Entwicklungsform im musikalischen Drama, in: Jahrbuch für Opernforschung 1/1985, pp. 9–25.
- Carl Dahlhaus/John Deathridge: Wagner, Zeneműkiadó, Budapest, 1988, ISBN 963-330-663-9
- John Deathridge, "Wagner Beyond Good and Evil", Berkeley/CA (California Univ. Press), 2008, ISBN 978-0-520-25453-4
- Ludwig Finscher, Über den Kontrapunkt der Meistersinger, in: Carl Dahlhaus (ed.), Das Drama Richard Wagners als musikalisches Kunstwerk, Regensburg (Bosse), 1970, pp. 303–309.
- Lydia Goehr, »— wie ihn uns Meister Dürer gemalt!«: Contest, Myth, and Prophecy in Wagner's »Die Meistersinger von Nürnberg«, in: Jornal of the American Musicological Society 64/2011, pp. 51–118.
- Thomas Grey/Kirsten Paige, The Owl, the Nightingale and the Jew in the Thorn-bush: Relocating Anti-Semitism in »Die Meistersinger« , in: Cambride Opera Journal 28/2016, pp. 1-35.
- Arthur Groos, Constructing Nuremberg: Typological and Proleptic Communities in »Die Meistersinger«, in: 19th-Century Music 16/1992, pp. 18–34.
- Arthur Groos, Pluristilismo e intertestualità: I »Preislieder« nei »Meistersinger von Nürnberg« e nella »Ariadne auf Naxos«, in: Opera & Libretto, 2/1993; Olschki, Firenze, pp. 225–235.
- Helmut Grosse/Norbert Götz (ed.), Die Meistersinger und Richard Wagner. Die Rezeptionsgeschichte einer Oper von 1868 bis heute, »Ausstellungskatalog des Germanischen Nationalmuseums Nürnberg«, Nürnberg (Germanisches Nationalmuseum), 1981
- Klaus Günter Just, Richard Wagner ─ ein Dichter? Marginalien zum Opernlibretto des 19. Jahrhunderts, in: Stefan Kunze (ed.), Richard Wagner. Von der Oper zum Musikdrama, Bern/München (Francke), 1978, pp. 79–94.
- Marc Klesse, Richard Wagners »Meistersinger von Nürnberg«. Literatur- und kulturwissenschaftliche Lektüren zu Künstlertum und Kunstproduktion, München (AVM), 2018
- Jürgen Kolbe (ed.), Wagners Welten. Katalog zur Ausstellung im Münchner Stadtmuseum 2003-2004, München/Wolfratshausen (Minerva), 2003
- György Kroó, Richard Wagner, Gondolat Kiadó, Budapest, 1968
- Stefan Kunze (ed.): Richard Wagner. Von der Oper zum Musikdrama, Bern/München (Francke), 1978
- Stefan Kunze: Der Kunstbegriff Richard Wagners, Regensburg (Bosse), 1983
- Jörg Linnenbrügger, Richard Wagners »Die Meistersinger von Nürnberg«. Studien und Materialien zur Entstehungsgeschichte des ersten Aufzugs (1861-1866), Göttingen (Vandenhoeck & Ruprecht), 2001
- Alfred Lorenz, Das Geheimnis der Form bei Richard Wagner , vol. 3, Berlin (Max Hesse), 1931, Reprint Tutzing (Schneider), 1966
- Jürgen Maehder, Wagner-Forschung versus Verdi-Forschung ─ Anmerkungen zum unterschiedlichen Entwicklungsstand zweier musikwissenschaftlicher Teildisziplinen, in: Arnold Jacobshagen (ed.), Verdi und Wagner, Kulturen der Oper , Wien/Köln (Böhlau), 2014, pp. 263–291, ISBN 978-3-412-22249-9
- Jürgen Maehder: The Intellectual Challenge of Staging Wagner: Staging Practice at Bayreuth Festival from Wieland Wagner to Patrice Chéreau, in: Marco Brighenti/Marco Targa (ed.), Mettere in scena Wagner. Opera e regia fra Ottocento e contemporaneità, Lucca (LIM), 2019, pp. 151–174.
- Volker Mertens, Richard Wagner und das Mittelalter, in: Ulrich Müller/Ursula Müller (ed.), Richard Wagner und sein Mittelalter, Anif/Salzburg (Müller-Speiser), 1989, pp. 9–84.
- Barry Millington, Nuremberg Trial: Is there Anti-Semitism in »Die Meistersinger«?, in: Cambridge Opera Journal 3/1991, pp. 247–260.
- Barry Millington: The Wagner Compendium: A Guide to Wagner’s Life and Music, London (Thames & Hudson), 1992, ISBN 978-0-500-28274-8
- Ulrich Müller/Ursula Müller (ed.): Richard Wagner und sein Mittelalter, Anif/Salzburg (Müller-Speiser), 1989
- Ulrich Müller/Oswald Panagl, Ring und Graal. Texte, Kommentare und Interpretationen zu Richard Wagners »Der Ring des Nibelungen«, »Tristan und Isolde«, »Die Meistersinger von Nürnberg« und »Parsifal«, Würzburg (Königshausen & Neumann), 2002
- Dieter Schickling, »Schlank und wirkungsvoll«. Giacomo Puccini und die italienische Erstaufführung der »Meistersinger von Nürnberg«, in: Musik & Ästhetik 4/2000, pp. 90–101.
- Klaus Schultz (ed.), Die Meistersinger von Nürnberg, program book of the Bayerische Staatsoper / Munich, München (Bayerische Staatsoper), 1979 (essays by Peter Wapnewski, Hans Mayer, Stefan Kunze, John Deathridge, Egon Voss, Reinhold Brinkmann)
- Michael von Soden (ed.), Richard Wagner. Die Meistersinger von Nürnberg, Frankfurt (Insel), 1983
- Jeremy Tambling, Opera and Novel ending together: »Die Meistersinger« and »Doktor Faustus«, in: Forum for Modern Language Studies 48/2012, pp. 208–221.
- Hans Rudolf Vaget, Wehvolles Erbe. Zur »Metapolitik« der »Meistersinger von Nürnberg«, in: Musik & Ästhetik 6/2002, pp. 23–39.
- Nicholas Vaszonyi (ed.), Wagner's Meistersinger. Performance, History, Representation, Rochester/NY (Univ. of Rochester Press), 2002, ISBN 978-158-046168-9
- Egon Voss, »Wagner und kein Ende«. Betrachtungen und Studien, Zürich/Mainz (Atlantis), 1996
- Peter Wapnewski: Der traurige Gott. Richard Wagner in seinen Helden, München (C. H. Beck), 1978
- Peter Wapnewski: Richard Wagner. Die Szene und ihr Meister, München (C. H. Beck), 1978
- John Warrack (ed.): »Die Meistersinger von Nürnberg«, Cambridge Opera Handbook, Cambridge (Cambridge University Press), 1994, ISBN 0-521-44895-6
- Johannes Karl Wilhelm Willers (ed.), Hans Sachs und die Meistersinger, »Ausstellungskatalog des Germanischen Nationalmuseums Nürnberg«, Nürnberg (Germanisches Nationalmuseum), 1981
- Franz Zademack, Die Meistersinger von Nürnberg. Richard Wagners Dichtung und ihre Quellen, Berlin (Dom Verlag), 1921